# Пјана (Козенца)
Пјана је насеље у Италији у округу Козенца, региону Калабрија.
Према процени из 2011. у насељу је живело 207 становника. Насеље се налази на надморској висини од 242 м.